# Gevart Gevarts van Doerne
Gevart Gevarts van Doerne (Deurne ?, circa 1440 - Vlierden, 6 juli 1506) was een Nederlandse schout.

## Afkomst en carrière
Gevart Gevarts van Doerne was een telg uit het geslacht Van Doerne. Zijn vader was Gevaert van Doerne, zoon van Gevart van Doerne. Gevarts neef Claes Claesz. van Doerne was tussen 1529 en 1578 schout van Deurne. Gevart bekleedde dit ambt tussen 1480 en 1506.

## Nazaten
Gevart was niet gehuwd, maar verwekte bij drie vrouwen zes kinderen, vier zonen en twee dochters. Twee van zijn zonen werden priester.